# Papillaria laxifolia
Papillaria laxifolia är en bladmossart som beskrevs av C. Müller 1901. Papillaria laxifolia ingår i släktet Papillaria, klassen egentliga bladmossor, divisionen bladmossor och riket växter. Inga underarter finns listade i Catalogue of Life.